# Аброкома Фаматіна
Аброкома Фаматіна (Abrocoma famatina) — вид ссавців роду аброкома ряду гризуни. Назва Фаматіна походить від назви гірського хребта (Famatina), де цей вид був знайдений. Хребет Фаматіна лежить у провінції Ла-Ріоха,  Аргентина, висота 3800 м над рівнем моря.

## Зовнішній вигляд
Спинне забарвлення сірувате з деяким коричнюватим відтінком вздовж середньої лінії. Волосся живота сіре в основі з білуватими або блідо-коричневими кінчиками: довкола горла темніше, тьмяно-коричневе. Передні й задні лапи покриті білим або білуватим волоссям. Хвіст кольору спини зверху, знизу білуватий. Розмір середній, загальна довжина: 277—299 мм, довжина голови і тіла: 164—182 мм, довжина хвоста від 108 до 117 мм, а довжина задніх лап 28–29,5 мм. Живе під камінням і в ущелинах і тріщинах.